# 阿盧米姆大屠殺
2023年10月7日阿克薩洪水行動中，來自加沙走廊的哈馬斯武裝分子入侵以色列南部區靠近加沙—以色列隔離牆的阿魯米姆基布茲。有41名泰國和尼泊爾外勞在該基布茲工作。武裝分子殺害了16至17名工人，並綁架了5至8名工人。基布茲的安全人員距離事發地點太遠，無法拯救員工。武裝分子對基布茲的乳牛養殖業造成了嚴重的結構性破壞。
經過激烈戰鬥，安全人員在以色列國防軍的幫助下擊退了武裝分子。據報道指，沒有基布茲的居民死亡。至少2名以色列士兵被武裝份子打死，大量哈馬斯武裝份子被殺。

## 屠殺
2023年10月7日早上6點30分左右，部署在該地區的鐵穹攔截器響起紅色警報和發生多次爆炸。爆炸次數比平常多，引起基布茲的警覺。以色列國防軍下令啟動由12名平民組成的基布茲安全小組，該小組於上午6點45分組建完成。
基布茲在早上6點45分收到警報，稱武裝分子正在逼近阿魯米姆的入口。上午7:00，8到10名騎摩托車的武裝分子到達大門，但無法打開大門。然後他們騎車圍著基布茲繞行一圈，並衝破後門，這使得他們能夠從內部開始大門。他們開始向在基布茲外的道路上向經過的機動車輛及其乘客開槍。此時，一名武裝分子受傷並被撤離。
武裝分子隨後入侵基布茲南側，該地區為尼泊爾和泰國外勞居住地。安全小組向武裝分子開槍，但由於距離太遠而無法幫助工人。武裝分子進入外勞的住房，殺害了許多人，並將其他人綁架到加沙走廊。
他們繼續前往基布茲乳製品廠，在那裡殺害更多泰國外勞，並燒毀筒倉，刺穿牛奶罐，及燒毀用來餵奶牛的乾草。當地乳製品經營受到嚴重打擊。
上午9:00，一些武裝份子在當地公園內盤踞。安全小組與他們交戰並殺死2人，其中包括武裝份子的指揮官。此時，安全小組成功阻止武裝分子入侵基布茲平民居住的地區。
交火一直持續到中午12:00，以色列國防軍的馬薩達分隊和特種作戰工程部隊抵達並協助消滅武裝分子。中午12時30分，一群武裝份子抵達基布茲包裝廠。以色列國防軍的翠鳥部隊與他們戰鬥了幾個小時，並與一架攻擊直升機一起將他們全部殺死。

## 傷亡

### 泰國和尼泊爾外勞
在阿魯米姆受僱擔任農場工人的41名外勞中，有16人或17人在攻擊開始時死亡。還有5到8人被綁架並帶到加沙。10名尼泊爾國民被殺，1名尼泊爾國民被綁架。泰國國民的類似數字不太確定，一位消息人士透露，有7人被殺，4人被綁架。

### 基布茲居民
沒有來源提到其他平民被殺。在戰鬥期間，非戰鬥平民主要躲在安全室。安全人員成功地阻止武裝分子進入基布茲的居住區，但外勞的居住區除外，這些居住區靠近被衝破的圍欄附近。

### 以色列國防軍
在戰鬥中，來自貝爾謝巴的伊沙伊和諾姆·斯洛特基兄弟被殺。他們是主動來到該地區參加保衛阿魯米姆的以色列國防軍士兵。兄弟倆是茨維亞教育機構網絡總裁、奧羅特以色列師範學院董事會主席、拉比中心前董事會成員拉比艾坦·艾茲曼的孫子。
幾名安全人員和平民受傷，並在撤離前在現場接受基布茲護理師的治療。

### 哈馬斯
多名安全人員提到，「數十名」哈馬斯武裝分子襲擊基布茲。8名或10名騎摩托車的武裝分子參與對基布茲大閘的襲擊。現場戰鬥報告顯示，武裝分子最初被基布茲安全小組以2到3人一組的方式擊斃。部分安全小組報告殺死15至20名武裝分子。當以色列國防軍部隊加入戰鬥時，更多武裝分子被殺。來源沒有提及被殺的武裝分子總數，但所有戰鬥在10月7月底停止。
10月8日，1名武裝分子在清理行動中被發現躲藏並被捕。目前尚不清楚這是否是隨後審訊影片中出現的同一個人。

## 後續
10月9日，基布茲成員被疏散至內坦亞。
倖存的外勞在戰鬥結束幾天後返回自己的國家。
據報道指，一名武裝分子在阿魯米姆留下的一份文件有包含「（突襲）基布茲以最大限度地殺戮、劫持人質、抵禦安全部隊並等待進一步命令」的命令。在雷姆音樂節大屠殺後發現一份類似的文件。據報導稱，在阿魯米姆被抓獲的武裝分子審訊影片顯示，他被下令執行肢解和斬首以色列人，並得到其團體領導人的許可，對一名女孩的屍體進行姦屍，這都是屬於戰爭罪。該影片及其拍攝情況如何尚未得到證實。